# Par amour (film, 1998)
Pour les articles homonymes, voir Par amour.
Pour plus de détails, voir Fiche technique et Distribution.
Par amour (Into My Heart) est un film américain réalisé par Sean Smith et Anthony Stark, sorti en 1998.

## Fiche technique
- Titre original : Into My Heart
- Titre français : Par amour
- Réalisation : Sean Smith et Anthony Stark
- Scénario : Sean Smith et Anthony Stark
- Musique : Michael Small
- Pays d'origine : États-Unis
- Genre : drame
- Date de sortie : 1998

## Distribution
- Rob Morrow : Ben
- Claire Forlani : Nina
- Jake Weber : Adam
- Jayne Brook : Kat
- Sébastien Roché : Chris